# Albany and Hudson Electric Railway

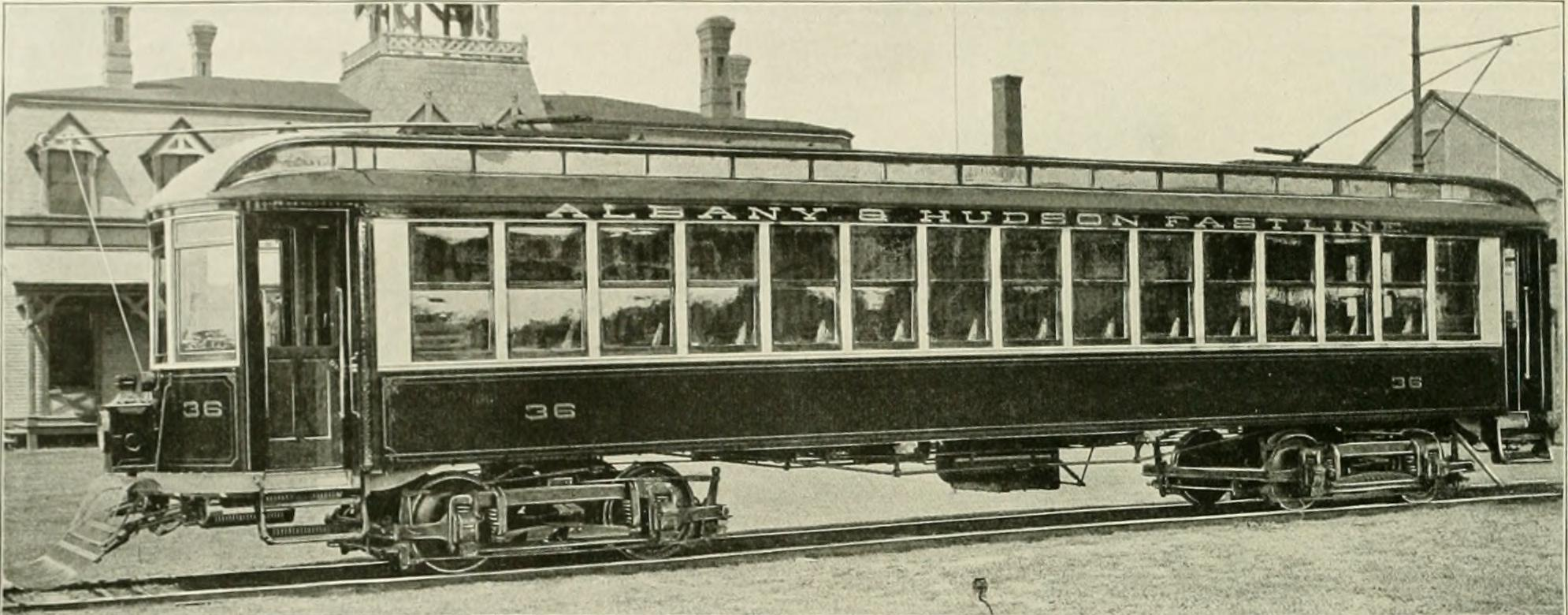
Triebzug der Wason Manufacturing Co.

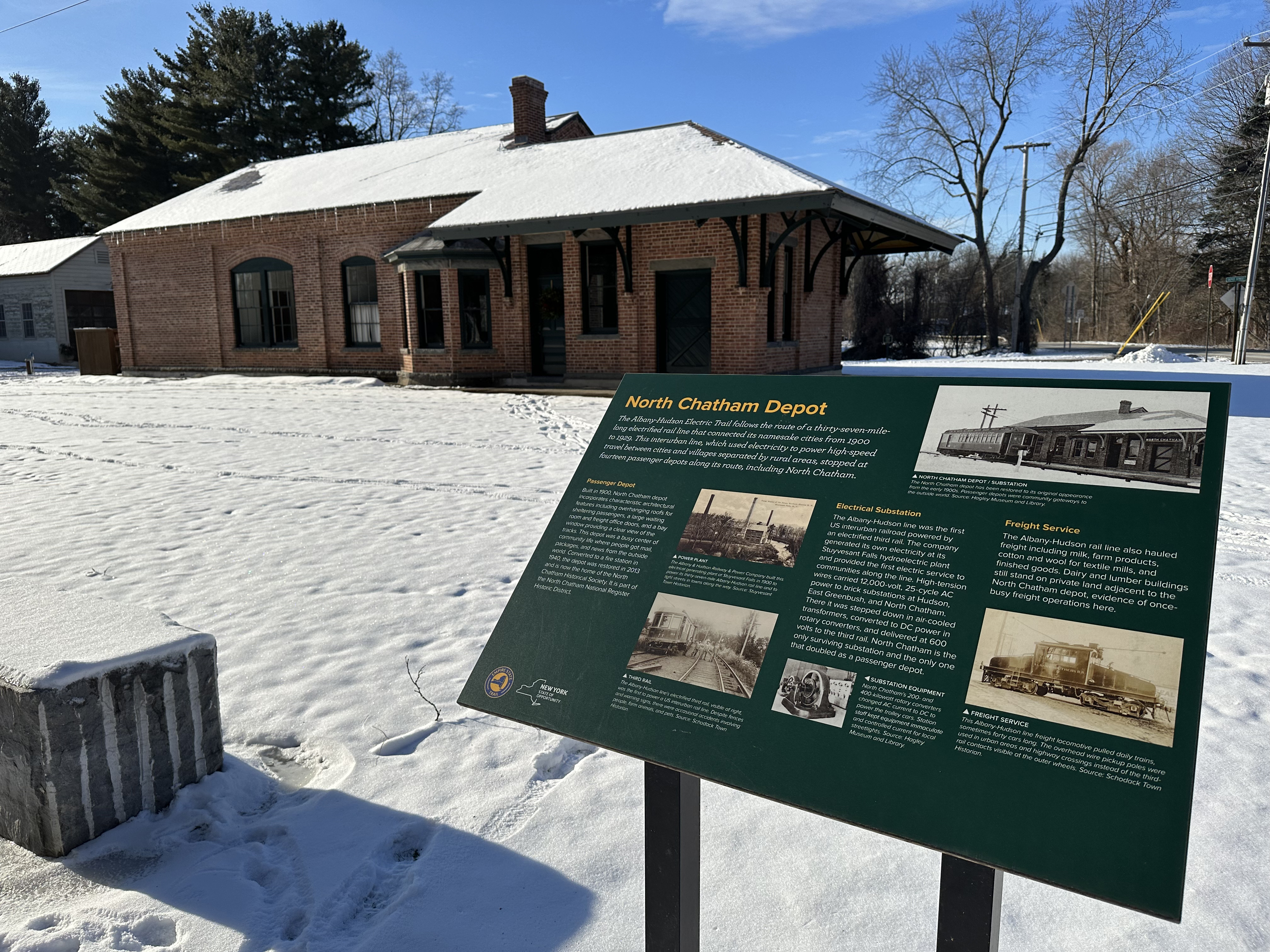
Eisenbahndepot und Hinweisschild in North Chatham

Die Albany & Hudson Electric Railway, oder die Albany & Hudson Railway & Power Company, war eine 60 km (37 Meilen) lange elektrifizierte Eisenbahnstrecke im US-Bundesstaat New York. Sie wurde von 1899 bis 1929 zwischen Hudson und Albany betrieben. Es gab 14 Unterwegshalte in Dörfern sowie an einem Vergnügungspark am Ufer des Kinderhook Lake. Das Unternehmen entstand durch die Zusammenlegung von drei Eisenbahnunternehmen und mehreren Elektrizitätsunternehmen. Die dabei involvierten Eisenbahnunternehmen waren:
- Hudson Street Railway, eine Straßenbahn in Hudson
- Kinderhook & Hudson Railway, eine Dampfeisenbahn zwischen Hudson und Niverville
- Greenbush & Nassau Electric Railway, eine elektrische Eisenbahn von Kinderhook und Hudson nach Rensselaer und Albany.

Die Strecke wurde im November 1900 als erste mit Stromschiene betriebene interurbane Bahnstrecke in den USA fertiggestellt und in Betrieb genommen. Aufgrund finanzieller Schwierigkeiten wurde das Unternehmen 1902 neu organisiert und firmierte als Albany and Hudson Railroad (nicht Railway), sowie ein weiteres Mal 1909 unter dem Namen Albany Southern Railroad. Im Jahr 1924 wurde die Strecke von der Eastern New York Utilities Corp übernommen, bis sie 1929 stillgelegt wurde.
Viele Abschnitte der Route wurden Teil des Albany-Hudson Electric Trail, eines Teilabschnitts des Empire State Trail, welcher Ende 2020 eröffnet wurde.